# Joseph Isaac Schneersohn
Joseph Isaac Schneersohn ou Yosef Yitzchok Schneersohn (1880-1950) foi um rabino ortodoxo e sexto rebe do  dinastía chassídica de Lubavitch. Ele era o filho do quinto rebe, Sholom Dovber Schneersohn, e o sogro do sétimo e último, Menachem Mendel Schneerson.